# Neckeraceae
Die Neckeraceae sind eine Familie der Moose.

## Beschreibung
Es handelt sich um pleurokarpe Moose. Das besondere Kennzeichen der Moose dieser Familie innerhalb der Ordnung ist die Stellung der Blättchen. Zwar sind diese spiralig am Stämmchen angewachsen, sind aber so gedreht, dass die Blattflächen alle in einer Ebene liegen. Hierdurch entsteht eine scheinbar zweizeilige, flache Beblätterung. Durch diese Wuchsform sind die Einzelblättchen häufig asymmetrisch.
Eine Blattrippe kann vorhanden sein oder nicht. Selten gibt es eine doppelte Rippe. In jedem Fall hört die Rippe weit vor der Blattspitze auf. Die Zellen der Blattfläche sind oval (kurz bis länglich) und stets glatt, also nicht papillös. Die Blattflügelzellen sind nicht besonders differenziert.
Die aufrechte Kapsel ist oval bis länglich oval. Das Peristom besteht aus zwei Reihen von Zähnen und insgesamt 16 Zähnen, wobei die innere Peristomreihe oft kürzer als die äußere ist, manchmal sogar fast ganz reduziert ist. Die Kalyptra ist kappenförmig asymmetrisch.
Die meisten Arten der Familie bilden ausgedehnte, verzweigte und oft sehr stark glänzende Rasen. Viele Arten vermehren sich vegetativ durch die Bildung von Flagellen.

## Verbreitung und Standortansprüche
Die Neckeraceae sind weltweit in den Tropen und in den gemäßigten Regionen verbreitet. Sie wachsen meist auf Rinde oder auf Stein.

## Gattungen und Arten
Die Neckeraceae werden in die Ordnung Hypnales gestellt. Die Familie besteht aus 31 Gattungen mit rund 335 Arten. In Europa kommen die folgenden drei vor:
- Homalia
  - Homalia trichomanoides
- Leptodon
- Metaneckera
- Neckera
  - Neckera complanata
  - Neckera crispa